# Агафоново (Кириловський район)
Агафоново — присілок у Кириловському районі, Вологодська область, Росія.
Входить до складу Коварзинського сільського поселення, з точки зору адміністративно-територіального поділу — в Коварзинській сільраді.
Відстань по автодорозі до районного центру Кирилова — 43 км, до центру муніципального утворення Коварзино — 7 км.
За переписом 2002 року населення — 4 особи.